# Korolevskaja regata
Korolevskaja regata (Королевская регата) è un film del 1966 diretto da Julij Stepanovič Čuljukin.